# زردپره سرسیاه

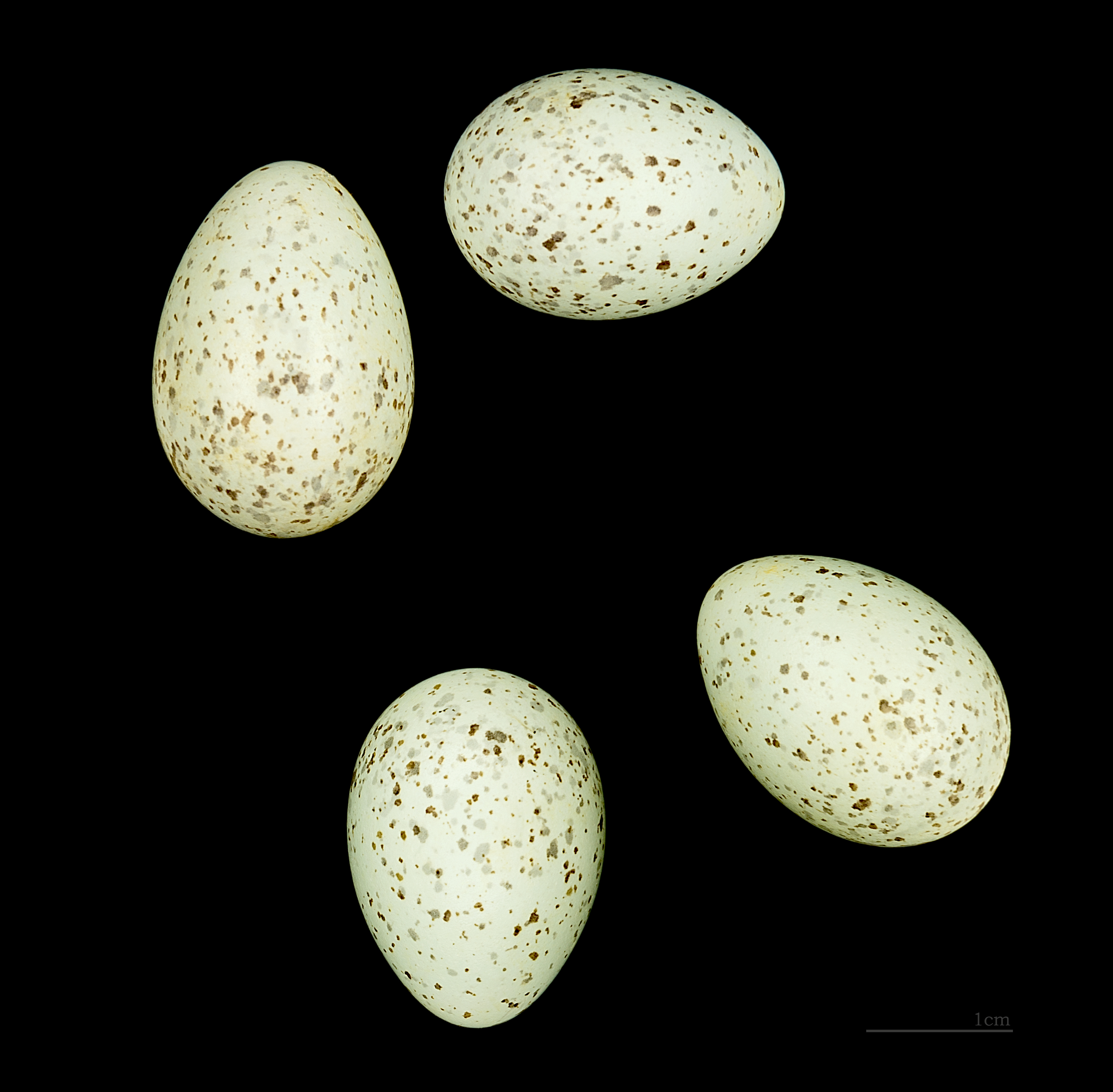
Emberiza melanocephala

 زردپره سرسیاه (نام علمی: Emberiza melanocephala) پرنده‌ای از گروه زردپره‌ها در تیرهٔ زردپرگان در راستهٔ گنجشک‌سانان است. این پرنده از جنوب‌شرق اروپا تا ایران یافت می‌شود و در زمستان تا هند نیز مهاجرت می‌کند. زیستگاه زردپره سرسیاه در مناطق تپه ماهوری بوته‌دار، کشتزارها، روی درختان پراکنده یا زمین‌های بایر، زمین‌های باز و باغ‌ها است.